# جورج ادواردز (بازیکن فوتبال، زاده ۱۹۱۸)
جورج ادواردز (انگلیسی: George Edwards; ۱ آوریل ۱۹۱۸ – ۲۱ ژانویهٔ ۱۹۹۳) بازیکن فوتبال اهل بریتانیا بود.
از باشگاه‌هایی که در آن بازی کرده‌است می‌توان به باشگاه فوتبال وست برومویچ آلبیون و باشگاه فوتبال استون ویلا اشاره کرد.